# Палмира (Висконсин)
Палмира (енгл. Palmyra) град је у америчкој савезној држави Висконсин.

## Демографија
По попису из 2010. године број становника је 1.781, што је 15 (0,8%) становника више него 2000. године.
| Група             | 2000.         | 2010.         |
| Белци             | 1.627 (92,1%) | 1.569 (88,1%) |
| Афроамериканци    | 4 (0,2%)      | 11 (0,6%)     |
| Азијати           | 2 (0,1%)      | 4 (0,2%)      |
| Хиспаноамериканци | 115 (6,5%)    | 184 (10,3%)   |
| Укупно            | 1.766         | 1.781         |